# Gonomyia leonura
Gonomyia leonura är en tvåvingeart som beskrevs av Alexander 1941. Gonomyia leonura ingår i släktet Gonomyia och familjen småharkrankar.
Artens utbredningsområde är Ecuador. Inga underarter finns listade i Catalogue of Life.